# Associació de la Premsa Forana de Mallorca
Associació de la Premsa Forana de Mallorca (kurz: APFM) ist eine Presse-Vereinigung auf der
Baleareninsel Mallorca. APFM wurde 1978 von kleineren Verlagen zum Schutz ihrer Interessen und zur Förderung der freien nationalen Presse gegründet. Ihren Sitz hat die APFM in Sant Joan, Präsident ist Rafel Puigserver Pou.

## Publikationen
Derzeit erscheinen rund 46 Publikationen in katalanischer Sprache auf der Insel Mallorca. Die APFM beschäftigt rund 1.100 Mitarbeiter wie Autoren, Redakteure und Hilfskräfte. Die Artikel sind  hauptsächlich lokale Nachrichten aus den Gemeinden der Insel Mallorca. Die Jahresauflage erreicht 1.4 Millionen Exemplare (2008). Rund 60 % der katalanisch (mallorquinisch) sprechenden Bevölkerung in den 53 Gemeinden der Insel zählen zu den Lesern.

### Wöchentliche Ausgaben
7Setmanari de Llevant • Cent per Cent • Dijous • Felanitx •  Sa Plaça •  Sóller •  Veu de Sóller

### 14-tägliche Ausgaben
Bellpuig • Cala Millor 7 • El Felanitxer • L'Estel • Perlas y Cuevas •  Punt Informatiu Pollença

### Monatliche Ausgaben
Arròs amb salseta • Bona Pau • Can Picafort • Coanegra • Damunt damunt •  Es Saig • Flor de card • Incavui • Lloseta • Llucmajor de pinte en ample •  Mel i Sucre • N'Alí • Porto Cristo • Pòrtula • Ressò • Revista del Cercle •  Sa Font •  Sa Riba •  S'Unió de s'Arenal

### Alle zwei Monate
Apóstol y Civilizador •  Campanet •  Dies i Coses •  Llum d'oli •  Maganova-Andratx •  Sa Sella

### Vierteljährliche Ausgaben
Fent carrerany •  Miramar •  Montaura •  Una olla d'aram

## Internetauftritt
Seit Januar 1999 hat die APFM eine Webseite eingerichtet, die als ein Ort der Begegnung und Kommunikation zwischen den Lesern und Interessenten und den damit verbundenen Veröffentlichungen als Netzwerk-Kommunikation dient.

## Auszeichnungen
APFM wurde für ihr Engagement zur Standardisierung der Sprache, Kultur und  nationalen Identität mehrfach ausgezeichnet. Wie zum Beispiel 1987 mit dem Francesc de Borja Moll-Award und im selben Jahr am 31. Dezember durch die Regierung mit dem Preis l'Obra Cultural Balear.